# Xanthoparmelia microcephala
Xanthoparmelia microcephala är en lavart som beskrevs av Elix & Kantvilas. Xanthoparmelia microcephala ingår i släktet Xanthoparmelia och familjen Parmeliaceae.   Inga underarter finns listade i Catalogue of Life.